# جوناثان كروس
جوناثان كروس (بالإنجليزية: Jonathan Cross)‏ (2 مارس 1975 في المملكة المتحدة - ) هو لاعب كرة قدم بريطاني في مركز الظهير. لعب مع نادي ريكسهام ونادي هيرفورد ونادي تشستر سيتي وColwyn Bay F.C. ‏.

## وصلات خارجية
- جوناثان كروس على موقع قاعدة بيانات كرة القدم.إي يو (الإنجليزية)